# Danh sách giải thưởng và đề cử của Ariana Grande

Grande biểu diễn ca khúc "No Tears Left to Cry" tại Sweetener World Tour vào ngày 15 tháng 10 năm 2019.

Nữ ca sĩ và diễn viên người Mỹ Ariana Grande đã chiến thắng hơn 100 giải thường khác nhau trong suốt sự nghiệp của mình. Và cô ấy sẽ còn tiếp mang về nhà nhiều giải thưởng mới trong tương lai.

## Giải thưởng và đề cử
| Giải thưởng                             | Năm  | Hạng mục                                                                                | Đề cử                                                         | Kết quả      | Nguồn           |
| --------------------------------------- | ---- | --------------------------------------------------------------------------------------- | ------------------------------------------------------------- | ------------ | --------------- |
| Giải thưởng Âm nhạc Mỹ                  | 2013 | Nghệ sĩ mới của năm                                                                     | Chính cô                                                      | Đoạt giải    | [ 1 ]           |
| Giải thưởng Âm nhạc Mỹ                  | 2015 | Nghệ sĩ pop/rock nữ được yêu thích                                                      | Chính cô                                                      | Đoạt giải    | [ 2 ]           |
| Giải thưởng Âm nhạc Mỹ                  | 2015 | Nghệ sĩ của năm                                                                         | Chính cô                                                      | Đề cử        | [ 2 ]           |
| Giải thưởng Âm nhạc Mỹ                  | 2016 | Nghệ sĩ của năm                                                                         | Chính cô                                                      | Đoạt giải    | [ 3 ]           |
| Giải thưởng Âm nhạc Mỹ                  | 2018 | Nghệ sĩ công chúng được yêu thích                                                       | Chính cô                                                      | Đề cử        | [ 4 ]           |
| Giải thưởng Âm nhạc Mỹ                  | 2019 | Nghệ sĩ công chúng được yêu thích                                                       | Chính cô                                                      | Đề cử        | [ 5 ]           |
| Giải thưởng Âm nhạc Mỹ                  | 2019 | Nghệ sĩ của năm                                                                         | Chính cô                                                      | Đề cử        | [ 5 ]           |
| Giải thưởng Âm nhạc Mỹ                  | 2019 | Nghệ sĩ pop/rock nữ được yêu thích                                                      | Chính cô                                                      | Đề cử        | [ 5 ]           |
| Giải thưởng Âm nhạc Mỹ                  | 2019 | Chuyến lưu diễn của năm                                                                 | Sweetener World Tour                                          | Đề cử        | [ 5 ]           |
| Giải thưởng Âm nhạc Mỹ                  | 2019 | Album pop/rock được yêu thích                                                           | Thank U, Next                                                 | Đề cử        | [ 5 ]           |
| Giải thưởng Âm nhạc Mỹ                  | 2019 | Video âm nhạc được yêu thích                                                            | "7 Rings"                                                     | Đề cử        | [ 5 ]           |
| Giải thưởng Âm nhạc Mỹ                  | 2020 | Favorite Adult Contemporary Artist                                                      | Herself                                                       | Đề cử        |                 |
| Giải thưởng Âm nhạc Mỹ                  | 2020 | Favorite Music Video                                                                    | Rain on Me                                                    | Đề cử        |                 |
| Giải thưởng Âm nhạc Mỹ                  | 2020 | Collaboration Of The Year                                                               | Rain on Me                                                    | Đề cử        |                 |
| Giải thưởng Âm nhạc Mỹ                  | 2021 | Favorite Pop/ Rock Artist                                                               | Herself                                                       | Đề cử        |                 |
| Giải thưởng Âm nhạc Mỹ                  | 2021 | Favorite Adult Contemporary Artist                                                      | Herself                                                       | Đề cử        |                 |
| Giải thưởng Âm nhạc Mỹ                  | 2021 | Favorite Pop Song                                                                       | Save your tears                                               | Đề cử        |                 |
| Giải thưởng Âm nhạc Mỹ                  | 2021 | Favorite Pop/ Rock Album                                                                | Positions                                                     | Đề cử        |                 |
| Giải ASCAP Pop Music                    | 2018 | "Side to Side"                                                                          | Các bài hát thắng giải                                        | Đoạt giải    | [ 6 ]           |
| Giải ASCAP Pop Music                    | 2019 | "God Is a Woman"                                                                        | Các bài hát thắng giải                                        | Đoạt giải    | [ 7 ]           |
| Giải ASCAP Pop Music                    | 2019 | "No Tears Left to Cry"                                                                  | Các bài hát thắng giải                                        | Đoạt giải    | [ 7 ]           |
| Giải thưởng Âm nhạc ARIA                | 2019 | Nghệ sĩ quốc tế xuất sắc nhất                                                           | Chính cô                                                      | Đề cử        | [ 8 ]           |
| Giải Bambi                              | 2014 | Nghệ sĩ mới xuất sắc nhất                                                               | Chính cô                                                      | Đoạt giải    | [ 9 ]           |
| Giải BBC Radio 1's Teen                 | 2016 | Nghệ sĩ đơn ca quốc tế xuất sắc nhất                                                    | Chính cô                                                      | Đề cử        | [ 10 ]          |
| Giải BBC Radio 1's Teen                 | 2017 | Nghệ sĩ đơn ca quốc tế xuất sắc nhất                                                    | Chính cô                                                      | Đoạt giải    | [ 11 ]          |
| Giải BBC Radio 1's Teen                 | 2019 | Nghệ sĩ đơn ca quốc tế xuất sắc nhất                                                    | Chính cô                                                      | Đoạt giải    | [ 12 ]          |
| Giải BET                                | 2014 | Nghệ sĩ mới xuất sắc nhất                                                               | Chính cô                                                      | Đề cử        | [ 13 ]          |
| Giải thưởng Âm nhạc Billboard           | 2014 | Top nghệ sĩ mới                                                                         | Chính cô                                                      | Đề cử        | [ 14 ]          |
| Giải thưởng Âm nhạc Billboard           | 2015 | Top nghệ sĩ                                                                             | Chính cô                                                      | Đề cử        | [ 15 ]          |
| Giải thưởng Âm nhạc Billboard           | 2015 | Top nghệ sĩ nữ                                                                          | Chính cô                                                      | Đề cử        | [ 15 ]          |
| Giải thưởng Âm nhạc Billboard           | 2015 | Top nghệ sĩ Hot 100                                                                     | Chính cô                                                      | Đề cử        | [ 15 ]          |
| Giải thưởng Âm nhạc Billboard           | 2015 | Top nghệ sĩ công chúng                                                                  | Chính cô                                                      | Đề cử        | [ 15 ]          |
| Giải thưởng Âm nhạc Billboard           | 2015 | Top nghệ sĩ streaming                                                                   | Chính cô                                                      | Đề cử        | [ 15 ]          |
| Giải thưởng Âm nhạc Billboard           | 2015 | Top Dance/Electronic Song                                                               | "Break Free" (hợp tác với Zedd)                               | Đề cử        | [ 15 ]          |
| Giải thưởng Âm nhạc Billboard           | 2016 | Top nghệ sĩ truyền thông xã hội                                                         | Chính cô                                                      | Đề cử        | [ 16 ]          |
| Giải thưởng Âm nhạc Billboard           | 2016 | Top nghệ sĩ nữ                                                                          | Chính cô                                                      | Đề cử        | [ 16 ]          |
| Giải thưởng Âm nhạc Billboard           | 2017 | Top nghệ sĩ nữ                                                                          | Chính cô                                                      | Đề cử        | [ 17 ]          |
| Giải thưởng Âm nhạc Billboard           | 2017 | Top nghệ sĩ                                                                             | Chính cô                                                      | Đề cử        | [ 17 ]          |
| Giải thưởng Âm nhạc Billboard           | 2017 | Top nghệ sĩ công chúng                                                                  | Chính cô                                                      | Đề cử        | [ 17 ]          |
| Giải thưởng Âm nhạc Billboard           | 2018 | Top nghệ sĩ công chúng                                                                  | Chính cô                                                      | Đề cử        | [ 17 ]          |
| Giải thưởng Âm nhạc Billboard           | 2019 | Top nghệ sĩ                                                                             | Chính cô                                                      | Đề cử        | [ 18 ]          |
| Giải thưởng Âm nhạc Billboard           | 2019 | Top nghệ sĩ nữ                                                                          | Chính cô                                                      | Đoạt giải    | [ 18 ]          |
| Giải thưởng Âm nhạc Billboard           | 2019 | Giải thành tựu bảng xếp hạng Billboard                                                  | Chính cô                                                      | Đoạt giải    | [ 18 ]          |
| Giải thưởng Âm nhạc Billboard           | 2019 | Top nghệ sĩ Hot 100                                                                     | Chính cô                                                      | Đề cử        | [ 18 ]          |
| Giải thưởng Âm nhạc Billboard           | 2019 | Top nghệ sĩ Billboard 200                                                               | Chính cô                                                      | Đề cử        | [ 18 ]          |
| Giải thưởng Âm nhạc Billboard           | 2019 | Top nghệ sĩ theo bài hát được streaming                                                 | Chính cô                                                      | Đề cử        | [ 18 ]          |
| Giải thưởng Âm nhạc Billboard           | 2019 | Top nghệ sĩ theo doanh số bài hát                                                       | Chính cô                                                      | Đề cử        | [ 18 ]          |
| Giải thưởng Âm nhạc Billboard           | 2019 | Top nghệ sĩ theo bài hát được phát thanh                                                | Chính cô                                                      | Đề cử        | [ 18 ]          |
| Giải thưởng Âm nhạc Billboard           | 2019 | Top nghệ sĩ công chúng                                                                  | Chính cô                                                      | Đề cử        | [ 18 ]          |
| Giải thưởng Âm nhạc Billboard           | 2020 | Top nghệ sĩ nữ                                                                          | Chính cô                                                      | Đề cử        |                 |
| Giải thưởng Âm nhạc Billboard           | 2020 | Top Billboard 200                                                                       | Chính cô                                                      | Đề cử        |                 |
| Giải thưởng Âm nhạc Billboard           | 2020 | Top nghệ sĩ công chúng                                                                  | Chính cô                                                      | Đề cử        |                 |
| Giải thưởng Âm nhạc Billboard           | 2021 | Top nghệ sĩ nữ                                                                          | Chính cô                                                      | Đề cử        |                 |
| Giải thưởng Âm nhạc Billboard           | 2021 | Top bài hát điện tử                                                                     | Chính cô                                                      | Đề cử        |                 |
| Giải thưởng Âm nhạc Billboard           | 2021 | Top nghệ sĩ công chúng                                                                  | Chính cô                                                      | Đề cử        |                 |
| Billboard Women in Music                | 2014 | Ngôi sao mới nổi                                                                        | Chính cô                                                      | Đoạt giải    | [ 19 ]          |
| Billboard Women in Music                | 2018 | Người phụ nữ của năm                                                                    | Chính cô                                                      | Đoạt giải    | [ 20 ]          |
| Bravo Otto                              | 2013 | Siêu sao                                                                                | Chính cô                                                      | Đề cử        | [ 21 ]          |
| Bravo Otto                              | 2013 | Siêu-BFF                                                                                | Chính cô và Jennette McCurdy                                  | Đề cử        | [ 22 ]          |
| Bravo Otto                              | 2015 | Siêu ca sĩ nữ                                                                           | Chính cô                                                      | Bronze       | [ 23 ]          |
| Giải BreakTudo                          | 2018 | Nghệ sĩ nữ quốc tế xuất sắc nhất                                                        | Chính cô                                                      | Đề cử        | [ 24 ]          |
| Giải BreakTudo                          | 2019 | Nghệ sĩ nữ quốc tế xuất sắc nhất                                                        | Chính cô                                                      | Đề cử        | [ 25 ]          |
| Giải BreakTudo                          | 2019 | Cộng đồng fan của năm                                                                   | Arianators                                                    | Đề cử        | [ 25 ]          |
| Giải BreakTudo                          | 2019 | Bản hit quốc tế của năm                                                                 | "Thank U, Next"                                               | Đề cử        | [ 25 ]          |
| Giải BreakTudo                          | 2019 | Video bùng nổ của năm                                                                   | "Thank U, Next"                                               | Đề cử        | [ 25 ]          |
| Giải BreakTudo                          | 2019 | Album của năm                                                                           | Thank U, Next                                                 | Đề cử        | [ 25 ]          |
| Giải Brit                               | 2016 | Nghệ sĩ đơn ca nữ quốc tế                                                               | Chính cô                                                      | Đề cử        | [ 26 ]          |
| Giải Brit                               | 2019 | Nghệ sĩ đơn ca nữ quốc tế                                                               | Chính cô                                                      | Đoạt giải    | [ 27 ]          |
| Giải Brit                               | 2020 | Nghệ sĩ đơn ca nữ quốc tế                                                               | Chính cô                                                      | Đề cử        | [ 28 ]          |
| Giải Clio                               | 2019 | "No Tears Left to Cry"                                                                  | Hiệu ứng hình ảnh                                             | Gold         | [ 29 ]          |
| Giải Clio                               | 2019 | "No Tears Left to Cry"                                                                  | Video âm nhạc                                                 | Silver       | [ 30 ]          |
| Giải Clio                               | 2019 | Ariana Grande Sweetener Tour x Head Count                                               | Social Good                                                   | Bronze       | [ 31 ]          |
| Giải Clio                               | 2019 | Memoji + Ariana Grande                                                                  | 31 giây đến 60 giây                                           | Silver       | [ 32 ]          |
| Giải GAFFA (Đan Mạch)                   | 2019 | Nghệ sĩ đơn ca quốc tế                                                                  | Chính cô                                                      | Đoạt giải    | [ 33 ]          |
| Giải GAFFA (Đan Mạch)                   | 2019 | Bài hát quốc tế của năm                                                                 | "Thank U, Next"                                               | Đoạt giải    | [ 33 ]          |
| Giải GAFFA (Đan Mạch)                   | 2019 | Album quốc tế của năm                                                                   | Sweetener                                                     | Đề cử        | [ 34 ]          |
| Giải GAFFA (Na Uy)                      | 2018 | Nghệ sĩ đơn ca quốc tế                                                                  | Chính cô                                                      | Đoạt giải    | [ 35 ]          |
| Giải GAFFA (Na Uy)                      | 2018 | Bài hát quốc tế của năm                                                                 | "God Is a Woman"                                              | Đề cử        | [ 35 ]          |
| Giải GAFFA (Thụy Điển)                  | 2019 | Nghệ sĩ đơn ca quốc tế                                                                  | Chính cô                                                      | Đoạt giải    | [ 36 ]          |
| Giải GAFFA (Thụy Điển)                  | 2019 | Album quốc tế của năm                                                                   | Sweetener                                                     | Đoạt giải    | [ 36 ]          |
| Giải GAFFA (Thụy Điển)                  | 2019 | Bài hát quốc tế của năm                                                                 | "Thank U, Next"                                               | Đề cử        | [ 36 ]          |
| Giải Glamour                            | 2016 | Nghệ sĩ đơn ca/nhạc sĩ quốc tế                                                          | Chính cô                                                      | Đề cử        | [ 37 ]          |
| Giải Glamour                            | 2017 | Nghệ sĩ âm nhạc quốc tế                                                                 | Chính cô                                                      | Đề cử        | [ 38 ]          |
| Giải Global                             | 2018 | Nghệ sĩ nữ xuất sắc nhất                                                                | Chính cô                                                      | Đề cử        | [ 39 ]          |
| Giải Global                             | 2019 | Nghệ sĩ nữ xuất sắc nhất                                                                | Chính cô                                                      | Đề cử        | [ 40 ]          |
| Giải Global                             | 2019 | Bài hát xuất sắc nhất                                                                   | "No Tears Left to Cry"                                        | Đề cử        | [ 40 ]          |
| Giải Global                             | 2020 | Nghệ sĩ nữ xuất sắc nhất                                                                | Chính cô                                                      | Đề cử        | [ 41 ]          |
| Giải Grammy                             | 2015 | Trình diễn song tấu hoặc nhóm nhạc pop xuất sắc nhất                                    | "Bang Bang" (với Jessie J và Nicki Minaj)                     | Đề cử        | [ 42 ]          |
| Giải Grammy                             | 2015 | Album giọng pop xuất sắc nhất                                                           | My Everything                                                 | Đề cử        | [ 42 ]          |
| Giải Grammy                             | 2017 | Album giọng pop xuất sắc nhất                                                           | Dangerous Woman                                               | Đề cử        | [ 43 ]          |
| Giải Grammy                             | 2017 | Trình diễn đơn ca pop xuất sắc nhất                                                     | "Dangerous Woman"                                             | Đề cử        | [ 43 ]          |
| Giải Grammy                             | 2019 | Trình diễn đơn ca pop xuất sắc nhất                                                     | "God Is a Woman"                                              | Đề cử        | [ 44 ]          |
| Giải Grammy                             | 2019 | Album nhạc pop xuất sắc nhất                                                            | Sweetener                                                     | Đoạt giải    | [ 44 ]          |
| Giải Grammy                             | 2020 | Album của năm                                                                           | Thank U, Next                                                 | Đề cử        | [ 45 ]          |
| Giải Grammy                             | 2020 | Album nhạc pop xuất sắc nhất                                                            | Thank U, Next                                                 | Đề cử        | [ 45 ]          |
| Giải Grammy                             | 2020 | Thu âm của năm                                                                          | "7 Rings"                                                     | Đề cử        | [ 45 ]          |
| Giải Grammy                             | 2020 | Trình diễn đơn ca pop xuất sắc nhất                                                     | "7 Rings"                                                     | Đề cử        | [ 45 ]          |
| Giải Grammy                             | 2020 | Trình diễn song tấu hoặc nhóm nhạc pop xuất sắc nhất                                    | "Boyfriend" (với Social House)                                | Đề cử        | [ 45 ]          |
| Giải Grammy                             | 2021 | Trình diễn song tấu hoặc nhóm nhạc pop xuất sắc nhất                                    | Rain On Me                                                    | Đoạt giải    |                 |
| Giải Grammy                             | 2022 | Album của năm                                                                           | Planet Her (Deluxe)                                           | Chưa công bố |                 |
| Giải Grammy                             | 2022 | Album nhạc pop xuất sắc nhất                                                            | Positions                                                     | Chưa công bố |                 |
| Giải Grammy                             | 2022 | Trình diễn đơn ca pop xuất sắc nhất                                                     | Positions                                                     | Chưa công bố |                 |
| Sách Kỷ lục Guinness                    | 2018 | Bài hát đạt 100 triệu lượt stream nhanh nhất trên Spotify                               | "Thank U, Next"                                               | Đoạt giải    | [ 46 ]          |
| Sách Kỷ lục Guinness                    | 2018 | Video VEVO được xem nhiều nhất trong 24 giờ                                             | "Thank U, Next"                                               | Đoạt giải    | [ 47 ]          |
| Sách Kỷ lục Guinness                    | 2018 | Bài hát có nhiều lượt stream trong một tuần của nghệ sĩ nữ trên bảng xếp hạng Billboard | "Thank U, Next"                                               | Đoạt giải    | [ 48 ]          |
| Sách Kỷ lục Guinness                    | 2018 | Bài hát được stream nhiều nhất trên Spotify trong một năm với nghệ sĩ nữ                | Chính cô                                                      | Đoạt giải    | [ 49 ]          |
| Sách Kỷ lục Guinness                    | 2019 | Nhạc sĩ có nhiều lượt theo dõi nhất trên YouTube (nữ)                                   | Chính cô                                                      | Đoạt giải    | [ 50 ]          |
| Sách Kỷ lục Guinness                    | 2019 | Nhân vật nữ có nhiều người theo dõi nhất trên Instagram                                 | Chính cô                                                      | Đoạt giải    | [ 51 ]          |
| Sách Kỷ lục Guinness                    | 2019 | Bài hát được stream nhiều nhất trên Spotify trong một tuần (nữ)                         | "7 Rings"                                                     | Đoạt giải    | [ 52 ]          |
| Sách Kỷ lục Guinness                    | 2019 | Bài hát được stream nhiều nhất trên Spotify trong một tuần                              | "7 Rings"                                                     | Đoạt giải    | [ 53 ]          |
| iHeartRadio MMVAs                       | 2015 | Nghệ sĩ quốc tế xuất sắc nhất                                                           | Chính cô                                                      | Đề cử        | [ 54 ]          |
| iHeartRadio MMVAs                       | 2016 | Nghệ sĩ quốc tế của năm iHeartRadio                                                     | Chính cô                                                      | Đề cử        | [ 55 ]          |
| iHeartRadio MMVAs                       | 2018 | Video của năm                                                                           | "No Tears Left to Cry"                                        | Đề cử        | [ 56 ]          |
| iHeartRadio MMVAs                       | 2018 | Đĩa đơn yêu thích của fan                                                               | "No Tears Left to Cry"                                        | Đề cử        | [ 56 ]          |
| Giải thưởng Âm nhạc iHeartRadio         | 2014 | Giải thưởng người ảnh hưởng trẻ                                                         | Chính cô                                                      | Đoạt giải    | [ 57 ]          |
| Giải thưởng Âm nhạc iHeartRadio         | 2014 | Fan hâm mộ xuất sắc nhất                                                                | Chính cô                                                      | Đề cử        | [ 57 ]          |
| Giải thưởng Âm nhạc iHeartRadio         | 2014 | Giải thưởng Instagram                                                                   | Chính cô                                                      | Đề cử        | [ 57 ]          |
| Giải thưởng Âm nhạc iHeartRadio         | 2015 | Nghệ sĩ của năm                                                                         | Chính cô                                                      | Đề cử        | [ 58 ]          |
| Giải thưởng Âm nhạc iHeartRadio         | 2015 | Màn hợp tác xuất sắc nhất                                                               | "Bang Bang" (với Jessie J và Nicki Minaj)                     | Đoạt giải    | [ 58 ]          |
| Giải thưởng Âm nhạc iHeartRadio         | 2015 | Màn hợp tác xuất sắc nhất                                                               | "Problem" (hợp tác với Iggy Azalea)                           | Đề cử        | [ 58 ]          |
| Giải thưởng Âm nhạc iHeartRadio         | 2015 | Fan hâm mộ xuất sắc nhất                                                                | Chính cô                                                      | Đề cử        | [ 58 ]          |
| Giải thưởng Âm nhạc iHeartRadio         | 2016 | Fan hâm mộ xuất sắc nhất                                                                | Chính cô                                                      | Đề cử        | [ 59 ]          |
| Giải thưởng Âm nhạc iHeartRadio         | 2017 | Nữ nghệ sĩ của năm                                                                      | Chính cô                                                      | Đề cử        | [ 60 ]          |
| Giải thưởng Âm nhạc iHeartRadio         | 2017 | Bàn cover xuất sắc nhất                                                                 | "How Will I Know"                                             | Đề cử        | [ 60 ]          |
| Giải thưởng Âm nhạc iHeartRadio         | 2017 | Video âm nhạc xuất sắc nhất                                                             | "Side to Side" (hợp tác với Nicki Minaj)                      | Đề cử        | [ 60 ]          |
| Giải thưởng Âm nhạc iHeartRadio         | 2017 | Fan hâm mộ xuất sắc nhất                                                                | Chính cô                                                      | Đề cử        | [ 60 ]          |
| Giải thưởng Âm nhạc iHeartRadio         | 2018 | Fan hâm mộ xuất sắc nhất                                                                | Chính cô                                                      | Đề cử        | [ 61 ]          |
| Giải thưởng Âm nhạc iHeartRadio         | 2018 | Thú cưng dễ thương nhất của nhạc sĩ                                                     | Toulouse                                                      | Đoạt giải    | [ 61 ]          |
| Giải thưởng Âm nhạc iHeartRadio         | 2019 | Thú cưng dễ thương nhất của nhạc sĩ                                                     | Piggy Smallz                                                  | Đề cử        | [ 62 ]          |
| Giải thưởng Âm nhạc iHeartRadio         | 2019 | Album pop của năm                                                                       | Sweetener                                                     | Đoạt giải    | [ 62 ]          |
| Giải thưởng Âm nhạc iHeartRadio         | 2019 | Nghệ sĩ của năm                                                                         | Chính cô                                                      | Đoạt giải    | [ 62 ]          |
| Giải thưởng Âm nhạc iHeartRadio         | 2019 | Nữ nghệ sĩ của năm                                                                      | Chính cô                                                      | Đoạt giải    | [ 62 ]          |
| Giải thưởng Âm nhạc iHeartRadio         | 2019 | Fan hâm mộ xuất sắc nhất                                                                | Chính cô                                                      | Đề cử        | [ 62 ]          |
| Giải thưởng Âm nhạc iHeartRadio         | 2019 | Bàn cover xuất sắc nhất                                                                 | "(You Make Me Feel Like) A Natural Woman"                     | Đề cử        | [ 62 ]          |
| Giải thưởng Âm nhạc iHeartRadio         | 2019 | Lời nhạc xuất sắc nhất                                                                  | "Thank U, Next”                                               | Đề cử        | [ 62 ]          |
| Giải thưởng Âm nhạc iHeartRadio         | 2019 | Video âm nhạc xuất sắc nhất                                                             | "Thank U, Next”                                               | Đề cử        | [ 62 ]          |
| Giải thưởng Âm nhạc iHeartRadio         | 2019 | Song That Left Us Shook                                                                 | "Thank U, Next”                                               | Đề cử        | [ 62 ]          |
| Giải thưởng Âm nhạc iHeartRadio         | 2020 | Bản remix xuất sắc nhất                                                                 | "Good As Hell (Remix)"                                        | Chưa công bố | [ 63 ]          |
| Giải thưởng Âm nhạc iHeartRadio         | 2020 | Nữ nghệ sĩ của năm                                                                      | Chính cô                                                      | Chưa công bố | [ 63 ]          |
| Giải thưởng Âm nhạc iHeartRadio         | 2020 | Fan hâm mộ xuất sắc nhất                                                                | Arianators                                                    | Chưa công bố | [ 63 ]          |
| Giải thưởng Âm nhạc iHeartRadio         | 2020 | Nhiếp ảnh gia của chuyến lưu diễn được yêu thích                                        | Alfredo Flores                                                | Chưa công bố | [ 63 ]          |
| Giải thưởng Âm nhạc iHeartRadio         | 2020 | Lời nhạc xuất sắc nhất                                                                  | "7 Rings”                                                     | Chưa công bố | [ 63 ]          |
| Giải thưởng Âm nhạc iHeartRadio         | 2020 | Video âm nhạc xuất sắc nhất                                                             | "7 Rings”                                                     | Chưa công bố | [ 63 ]          |
| Giải thưởng Âm nhạc iHeartRadio         | 2020 | Vũ đạo video âm nhạc xuất sắc nhất                                                      | "7 Rings”                                                     | Chưa công bố | [ 63 ]          |
| Japan Gold Disc Award                   | 2015 | Nghệ sĩ mới của năm (Quốc tế)                                                           | Chính cô                                                      | Đoạt giải    | [ 64 ]          |
| Japan Gold Disc Award                   | 2015 | 3 nghệ sĩ mới xuất sắc nhất (Quốc tế)                                                   | Chính cô                                                      | Đoạt giải    | [ 64 ]          |
| Japan Gold Disc Award                   | 2015 | 3 album xuất sắc nhất (Quốc tế)                                                         | My Everything                                                 | Đoạt giải    | [ 64 ]          |
| Japan Gold Disc Award                   | 2017 | Nghệ sĩ quốc tế của năm                                                                 | Chính cô                                                      | Đoạt giải    | [ 65 ]          |
| Japan Gold Disc Award                   | 2017 | Album quốc tế của năm                                                                   | Dangerous Woman                                               | Đoạt giải    | [ 65 ]          |
| Japan Gold Disc Award                   | 2017 | 3 album xuất sắc nhất (Quốc tế)                                                         | Dangerous Woman                                               | Đoạt giải    | [ 65 ]          |
| Japan Gold Disc Award                   | 2019 | 3 album xuất sắc nhất (Quốc tế)                                                         | Sweetener                                                     | Đoạt giải    | [ 66 ]          |
| Giải Juno                               | 2017 | Album quốc tế của năm                                                                   | Dangerous Woman                                               | Đề cử        | [ 67 ]          |
| Giải Juno                               | 2020 | Album quốc tế của năm                                                                   | Thank U, Next                                                 | Chưa công bố | [ 68 ]          |
| Giải thưởng Âm nhạc LOS40               | 2014 | Best Breakthrough Artist in 40 Principales                                              | Chính cô                                                      | Đề cử        | [ 69 ]          |
| Giải thưởng Âm nhạc LOS40               | 2017 | Lo + 40 Artist Award                                                                    | Chính cô                                                      | Đề cử        | [ 70 ]          |
| Giải thưởng Âm nhạc LOS40               | 2019 | Album quốc tế xuất sắc nhất                                                             | Thank U, Next                                                 | Đề cử        | [ 71 ]          |
| Lunas del Auditorio                     | 2016 | Nghệ sĩ pop tiếng nước ngoài xuất sắc nhất                                              | Chính cô                                                      | Đề cử        | [ 72 ]          |
| Lunas del Auditorio                     | 2018 | Nghệ sĩ pop tiếng nước ngoài xuất sắc nhất                                              | Chính cô                                                      | Đề cử        | [ 73 ]          |
| MelOn Music Awards                      | 2019 | Top 10 nghệ sĩ                                                                          | Chính cô                                                      | Đề cử        | [ 74 ]          |
| Giải Âm nhạc châu Âu của MTV            | 2013 | Nghệ sĩ mới nổi                                                                         | Chính cô                                                      | Đề cử        | [ 75 ]          |
| Giải Âm nhạc châu Âu của MTV            | 2014 | Bài hát xuất sắc nhất                                                                   | "Problem" (hợp tác với Iggy Azalea)                           | Đoạt giải    | [ 76 ]          |
| Giải Âm nhạc châu Âu của MTV            | 2014 | Bài hát pop xuất sắc nhất                                                               | Chính cô                                                      | Đề cử        | [ 76 ]          |
| Giải Âm nhạc châu Âu của MTV            | 2014 | Nghệ sĩ nữ xuất sắc nhất                                                                | Chính cô                                                      | Đoạt giải    | [ 76 ]          |
| Giải Âm nhạc châu Âu của MTV            | 2014 | Nghệ sĩ mới xuất sắc nhất                                                               | Chính cô                                                      | Đề cử        | [ 76 ]          |
| Giải Âm nhạc châu Âu của MTV            | 2014 | Best Push Act                                                                           | Chính cô                                                      | Đề cử        | [ 76 ]          |
| Giải Âm nhạc châu Âu của MTV            | 2014 | Fan bự nhất                                                                             | Chính cô                                                      | Đề cử        | [ 76 ]          |
| Giải Âm nhạc châu Âu của MTV            | 2015 | Bài hát pop xuất sắc nhất                                                               | Chính cô                                                      | Đề cử        | [ 77 ]          |
| Giải Âm nhạc châu Âu của MTV            | 2016 | Bài hát pop xuất sắc nhất                                                               | Chính cô                                                      | Đề cử        | [ 78 ]          |
| Giải Âm nhạc châu Âu của MTV            | 2016 | Nghệ sĩ Mỹ xuất sắc nhất                                                                | Chính cô                                                      | Đoạt giải    | [ 78 ]          |
| Giải Âm nhạc châu Âu của MTV            | 2016 | Fan bự nhất                                                                             | Chính cô                                                      | Đề cử        | [ 78 ]          |
| Giải Âm nhạc châu Âu của MTV            | 2017 | Nghệ sĩ xuất sắc nhất                                                                   | Chính cô                                                      | Đề cử        | [ 79 ]          |
| Giải Âm nhạc châu Âu của MTV            | 2017 | Fan bự nhất                                                                             | Chính cô                                                      | Đề cử        | [ 79 ]          |
| Giải Âm nhạc châu Âu của MTV            | 2018 | Nghệ sĩ xuất sắc nhất                                                                   | Chính cô                                                      | Đề cử        | [ 80 ]          |
| Giải Âm nhạc châu Âu của MTV            | 2018 | Bài hát pop xuất sắc nhất                                                               | Chính cô                                                      | Đề cử        | [ 80 ]          |
| Giải Âm nhạc châu Âu của MTV            | 2018 | Nghệ sĩ Mỹ xuất sắc nhất                                                                | Chính cô                                                      | Đề cử        | [ 80 ]          |
| Giải Âm nhạc châu Âu của MTV            | 2018 | Video xuất sắc nhất                                                                     | "No Tears Left to Cry"                                        | Đề cử        | [ 80 ]          |
| Giải Âm nhạc châu Âu của MTV            | 2018 | Bài hát xuất sắc nhất                                                                   | "No Tears Left to Cry"                                        | Đề cử        | [ 80 ]          |
| Giải Âm nhạc châu Âu của MTV            | 2019 | Nghệ sĩ xuất sắc nhất                                                                   | Chính cô                                                      | Đề cử        | [ 81 ]          |
| Giải Âm nhạc châu Âu của MTV            | 2019 | Bài hát pop xuất sắc nhất                                                               | Chính cô                                                      | Đề cử        | [ 81 ]          |
| Giải Âm nhạc châu Âu của MTV            | 2019 | Màn biểu diễn trực tiếp xuất sắc nhất                                                   | Chính cô                                                      | Đề cử        | [ 81 ]          |
| Giải Âm nhạc châu Âu của MTV            | 2019 | Fan đông nhất                                                                           | Chính cô                                                      | Đề cử        | [ 81 ]          |
| Giải Âm nhạc châu Âu của MTV            | 2019 | Nghệ sĩ Mỹ xuất sắc nhất                                                                | Chính cô                                                      | Đề cử        | [ 81 ]          |
| Giải Âm nhạc châu Âu của MTV            | 2019 | Bài hát xuất sắc nhất                                                                   | "7 Rings"                                                     | Đề cử        | [ 81 ]          |
| Giải Âm nhạc châu Âu của MTV            | 2019 | Video xuất sắc nhất                                                                     | "Thank U, Next"                                               | Đề cử        | [ 81 ]          |
| Giải thưởng Âm nhạc Ý của MTV           | 2015 | Wonder Woman                                                                            | Chính cô                                                      | Đề cử        | [ 82 ] [ 83 ]   |
| Giải thưởng Âm nhạc Ý của MTV           | 2015 | MTV Awards Star                                                                         | Chính cô                                                      | Đề cử        | [ 82 ] [ 83 ]   |
| Giải thưởng Âm nhạc Ý của MTV           | 2016 | Nghệ sĩ nữ quốc tế xuất sắc nhất                                                        | Chính cô                                                      | Đoạt giải    | [ 84 ]          |
| Giải thưởng Âm nhạc Ý của MTV           | 2017 | Nghệ sĩ nữ quốc tế xuất sắc nhất                                                        | Chính cô                                                      | Đoạt giải    | [ 85 ]          |
| MTV Millennial Awards                   | 2014 | Bản hit quốc tế của năm                                                                 | "Problem" (hợp tác với Iggy Azalea)                           | Đề cử        | [ 86 ]          |
| MTV Millennial Awards                   | 2015 | Instagramer toàn cầu của năm                                                            | Chính cô                                                      | Đoạt giải    | [ 87 ]          |
| MTV Millennial Awards                   | 2015 | Bản hit quốc tế của năm                                                                 | "One Last Time"                                               | Đoạt giải    | [ 87 ]          |
| MTV Millennial Awards                   | 2016 | Snapchat toàn cầu của năm                                                               | Chính cô                                                      | Đoạt giải    | [ 88 ]          |
| MTV Millennial Awards                   | 2016 | Thất bại của năm                                                                        | Chính cô                                                      | Đề cử        | [ 88 ]          |
| MTV Millennial Awards                   | 2017 | Instagramer toàn cầu                                                                    | Chính cô                                                      | Đề cử        | [ 89 ]          |
| MTV Millennial Awards                   | 2019 | Instagramer toàn cầu                                                                    | Chính cô                                                      | Đề cử        | [ 90 ]          |
| MTV Millennial Awards                   | 2019 | Cộng đồng fan                                                                           | Chính cô                                                      | Đề cử        | [ 90 ]          |
| MTV Millennial Awards                   | 2019 | #InstaPets                                                                              | Piggy Smallz                                                  | Đề cử        | [ 90 ]          |
| MTV Millennial Awards                   | 2019 | Global Hit                                                                              | "Thank U, Next"                                               | Đề cử        | [ 90 ]          |
| Giải Điện ảnh của MTV                   | 2017 | Khoảnh khắc âm nhạc xuất sắc nhất                                                       | "Beauty and the Beast" (với John Legend)                      | Đề cử        | [ 91 ]          |
| Giải Điện ảnh của MTV                   | 2017 | Khoảnh khắc âm nhạc xuất sắc nhất                                                       | "You Can't Stop the Beat" (với dàn diễn viên Hairspray Live!) | Đề cử        | [ 91 ]          |
| Giải Video âm nhạc của MTV              | 2014 | Video của ca sĩ nữ xuất sắc nhất                                                        | "Problem" (hợp tác với Iggy Azalea)                           | Đề cử        | [ 92 ]          |
| Giải Video âm nhạc của MTV              | 2014 | Bài hát pop xuất sắc nhất Video                                                         | "Problem" (hợp tác với Iggy Azalea)                           | Đoạt giải    | [ 92 ]          |
| Giải Video âm nhạc của MTV              | 2014 | Video lời nhạc xuất sắc nhất                                                            | "Problem" (hợp tác với Iggy Azalea)                           | Đề cử        | [ 92 ]          |
| Giải Video âm nhạc của MTV              | 2014 | Màn hợp tác xuất sắc nhất                                                               | "Problem" (hợp tác với Iggy Azalea)                           | Đề cử        | [ 92 ]          |
| Giải Video âm nhạc của MTV              | 2015 | Màn hợp tác xuất sắc nhất                                                               | "Love Me Harder" (với The Weeknd)                             | Đề cử        | [ 93 ]          |
| Giải Video âm nhạc của MTV              | 2015 | Màn hợp tác xuất sắc nhất                                                               | "Bang Bang" (với Jessie J và Nicki Minaj)                     | Đề cử        | [ 93 ]          |
| Giải Video âm nhạc của MTV              | 2016 | Màn hợp tác xuất sắc nhất                                                               | "Let Me Love You" (hợp tác với Lil Wayne)                     | Đề cử        | [ 94 ]          |
| Giải Video âm nhạc của MTV              | 2016 | Video của ca sĩ nữ xuất sắc nhất                                                        | "Into You"                                                    | Đề cử        | [ 94 ]          |
| Giải Video âm nhạc của MTV              | 2016 | Video pop xuất sắc nhất                                                                 | "Into You"                                                    | Đề cử        | [ 94 ]          |
| Giải Video âm nhạc của MTV              | 2016 | Dựng phim xuất sắc nhất                                                                 | "Into You"                                                    | Đề cử        | [ 94 ]          |
| Giải Video âm nhạc của MTV              | 2016 | Quay phim xuất sắc nhất                                                                 | "Into You"                                                    | Đề cử        | [ 94 ]          |
| Giải Video âm nhạc của MTV              | 2017 | Vũ đạo xuất sắc nhất                                                                    | "Side to Side" (hợp tác với Nicki Minaj)                      | Đề cử        | [ 95 ]          |
| Giải Video âm nhạc của MTV              | 2017 | Nghệ sĩ của năm                                                                         | Chính cô                                                      | Đề cử        | [ 95 ]          |
| Giải Video âm nhạc của MTV              | 2018 | Nghệ sĩ của năm                                                                         | Chính cô                                                      | Đề cử        | [ 96 ]          |
| Giải Video âm nhạc của MTV              | 2018 | Video của năm                                                                           | "No Tears Left to Cry"                                        | Đề cử        | [ 96 ]          |
| Giải Video âm nhạc của MTV              | 2018 | Bài hát pop xuất sắc nhất                                                               | "No Tears Left to Cry"                                        | Đoạt giải    | [ 96 ]          |
| Giải Video âm nhạc của MTV              | 2018 | Quay phim xuất sắc nhất                                                                 | "No Tears Left to Cry"                                        | Đề cử        | [ 96 ]          |
| Giải Video âm nhạc của MTV              | 2018 | Hiệu ứng hình ảnh xuất sắc nhất                                                         | "No Tears Left to Cry"                                        | Đề cử        | [ 96 ]          |
| Giải Video âm nhạc của MTV              | 2019 | Video của năm                                                                           | "Thank U, Next"                                               | Đề cử        | [ 97 ]          |
| Giải Video âm nhạc của MTV              | 2019 | Bài hát của năm                                                                         | "Thank U, Next"                                               | Đề cử        | [ 97 ]          |
| Giải Video âm nhạc của MTV              | 2019 | Bài hát pop xuất sắc nhất                                                               | "Thank U, Next"                                               | Đề cử        | [ 97 ]          |
| Giải Video âm nhạc của MTV              | 2019 | Chỉ đạo xuất sắc nhất                                                                   | "Thank U, Next"                                               | Đề cử        | [ 97 ]          |
| Giải Video âm nhạc của MTV              | 2019 | Quay phim xuất sắc nhất                                                                 | "Thank U, Next"                                               | Đề cử        | [ 97 ]          |
| Giải Video âm nhạc của MTV              | 2019 | Dựng phim xuất sắc nhất                                                                 | "7 Rings"                                                     | Đề cử        | [ 97 ]          |
| Giải Video âm nhạc của MTV              | 2019 | Chỉ đạo nghệ thuật xuất sắc nhất                                                        | "7 Rings"                                                     | Đoạt giải    | [ 97 ]          |
| Giải Video âm nhạc của MTV              | 2019 | Best Power Anthem                                                                       | "7 Rings"                                                     | Đề cử        | [ 97 ]          |
| Giải Video âm nhạc của MTV              | 2019 | Bái ca mùa hè                                                                           | "Boyfriend" (với Social House)                                | Đoạt giải    | [ 97 ]          |
| Giải Video âm nhạc của MTV              | 2019 | Bài hát hip-hop xuất sắc nhất                                                           | "Rule the World" (với 2 Chainz)                               | Đề cử        | [ 97 ]          |
| Giải Video âm nhạc của MTV              | 2019 | Hiệu ứng hình ảnh xuất sắc nhất                                                         | "God is a Woman"                                              | Đề cử        | [ 97 ]          |
| Giải Video âm nhạc của MTV              | 2019 | Nghệ sĩ của năm                                                                         | Chính cô                                                      | Đoạt giải    | [ 97 ]          |
| Giải Video âm nhạc của MTV              | 2020 | Video của năm                                                                           | Rain On Me                                                    | Đề cử        |                 |
| Giải Video âm nhạc của MTV              | 2020 | Bài hát của năm                                                                         | Rain On Me                                                    | Đoạt giải    |                 |
| Giải Video âm nhạc của MTV              | 2020 | Quay phim xuất sắc                                                                      | Rain On Me                                                    | Đoạt giải    |                 |
| Giải Video âm nhạc của MTV              | 2020 | Hiệu ứng hình ảnh xuất sắc                                                              | Rain On Me                                                    | Đề cử        |                 |
| Giải Video âm nhạc của MTV              | 2020 | Video hợp tác xuất sắc                                                                  | Rain On Me                                                    | Đoạt giải    |                 |
| Giải Video âm nhạc của MTV              | 2020 | Video Pop xuất sắc                                                                      | Rain On Me                                                    | Đề cử        |                 |
| Giải Video âm nhạc của MTV              | 2020 | Video có vũ đạo xuất sắc                                                                | Rain On Me                                                    | Đề cử        |                 |
| Giải Video âm nhạc của MTV              | 2020 | Video tại nhà xuất sắc                                                                  | Stuck With You                                                | Đoạt giải    |                 |
| Giải Video âm nhạc của MTV              | 2021 | Nghệ sĩ của năm                                                                         |                                                               | Đề cử        |                 |
| Giải Video âm nhạc của MTV              | 2021 | Video Pop xuất sắc                                                                      | Positions                                                     | Đề cử        |                 |
| Giải Video âm nhạc của MTV              | 2021 | Video có vũ đạo xuất sắc                                                                | 34+35                                                         | Đề cử        |                 |
| Giải Video âm nhạc của MTV Nhật Bản     | 2014 | Nghệ sĩ mới xuất sắc nhất Video                                                         | "Baby I"                                                      | Đoạt giải    | [ 98 ]          |
| Giải Video âm nhạc của MTV Nhật Bản     | 2015 | Video của ca sĩ nữ xuất sắc nhất                                                        | "Problem" (hợp tác với Iggy Azalea)                           | Đoạt giải    | [ 98 ]          |
| Giải Video âm nhạc của MTV Nhật Bản     | 2016 | Video của ca sĩ nữ xuất sắc nhất                                                        | "Into You"                                                    | Đoạt giải    | [ 99 ]          |
| Giải Video âm nhạc của MTV Nhật Bản     | 2016 | Bài hát pop xuất sắc nhất Video                                                         | "Into You"                                                    | Đề cử        | [ 99 ]          |
| Giải Video âm nhạc của MTV Nhật Bản     | 2018 | Video của ca sĩ nữ xuất sắc nhất - Quốc tế                                              | "No Tears Left to Cry"                                        | Đoạt giải    | [ 100 ]         |
| Giải thưởng Âm nhạc Myx                 | 2016 | Video quốc tế được yêu thích nhất                                                       | "One Last Time"                                               | Đề cử        | [ 101 ]         |
| Giải thưởng Âm nhạc Myx                 | 2019 | Video quốc tế được yêu thích nhất                                                       | "Thank U, Next"                                               | Đề cử        | [ 102 ]         |
| Hiệp hội Doanh nghiệp Âm nhạc           | 2013 | Nghệ sĩ mới của năm                                                                     | Chính cô                                                      | Đoạt giải    | [ 103 ]         |
| Giải NAACP Image                        | 2014 | Nghệ sĩ mới đột phá                                                                     | Chính cô                                                      | Đề cử        | [ 104 ]         |
| Neox Fan Awards                         | 2014 | Best New Act of the Year                                                                | Chính cô                                                      | Đề cử        | [ 105 ]         |
| Giải Nickelodeon Kids' Choice           | 2014 | Nữ diễn viên truyền hình được yêu thích nhất                                            | Sam & Cat                                                     | Đoạt giải    | [ 106 ]         |
| Giải Nickelodeon Kids' Choice           | 2015 | Nghệ sĩ nữ được yêu thích nhất                                                          | Chính cô                                                      | Đề cử        | [ 107 ] [ 108 ] |
| Giải Nickelodeon Kids' Choice           | 2015 | Bài hát của năm                                                                         | "Bang Bang" (với Jessie J và Nicki Minaj)                     | Đoạt giải    | [ 107 ] [ 108 ] |
| Giải Nickelodeon Kids' Choice           | 2015 | Bài hát của năm                                                                         | "Problem" (hợp tác với Iggy Azalea)                           | Đề cử        | [ 107 ] [ 108 ] |
| Giải Nickelodeon Kids' Choice           | 2016 | Nghệ sĩ nữ được yêu thích nhất                                                          | Chính cô                                                      | Đoạt giải    | [ 109 ]         |
| Giải Nickelodeon Kids' Choice           | 2017 | Nghệ sĩ nữ được yêu thích nhất                                                          | Chính cô                                                      | Đề cử        | [ 110 ]         |
| Giải Nickelodeon Kids' Choice           | 2017 | Bài hát được yêu thích nhất                                                             | "Side To Side" (hợp tác với Nicki Minaj)                      | Đề cử        | [ 110 ]         |
| Giải Nickelodeon Kids' Choice           | 2019 | Bài hát được yêu thích nhất                                                             | "Thank U, Next"                                               | Đoạt giải    | [ 111 ]         |
| Giải Nickelodeon Kids' Choice           | 2019 | Nghệ sĩ nữ được yêu thích nhất                                                          | Chính cô                                                      | Đoạt giải    | [ 111 ]         |
| Giải Nickelodeon Kids' Choice           | 2020 | Bài hát được yêu thích nhất                                                             | "7 Rings"                                                     | Đề cử        | [ 112 ]         |
| Giải Nickelodeon Kids' Choice           | 2020 | Nghệ sĩ nữ được yêu thích nhất                                                          | Chính cô                                                      | Đoạt giải    | [ 112 ]         |
| Meus Prêmios Nick                       | 2014 | Nghệ sĩ quốc tế được yêu thích nhất                                                     | Chính cô                                                      | Đề cử        | [ 113 ]         |
| Meus Prêmios Nick                       | 2014 | Cộng đồng fan được yêu thích nhất                                                       | Chính cô                                                      | Đề cử        | [ 113 ]         |
| Meus Prêmios Nick                       | 2015 | Nghệ sĩ quốc tế được yêu thích nhất                                                     | Chính cô                                                      | Đề cử        | [ 114 ]         |
| Meus Prêmios Nick                       | 2016 | Nghệ sĩ quốc tế được yêu thích nhất                                                     | Chính cô                                                      | Đề cử        | [ 115 ]         |
| Meus Prêmios Nick                       | 2017 | Nghệ sĩ quốc tế được yêu thích nhất                                                     | Chính cô                                                      | Đề cử        | [ 116 ]         |
| Meus Prêmios Nick                       | 2017 | International Show of the Year in Brazil                                                | Dangerous Woman Tour                                          | Đề cử        | [ 116 ]         |
| Meus Prêmios Nick                       | 2017 | Instagrammer quốc tế được yêu thích nhất                                                | Chính cô                                                      | Đoạt giải    | [ 116 ]         |
| Meus Prêmios Nick                       | 2018 | Nghệ sĩ quốc tế được yêu thích nhất                                                     | Chính cô                                                      | Đoạt giải    | [ 117 ]         |
| Meus Prêmios Nick                       | 2019 | Nghệ sĩ quốc tế được yêu thích nhất                                                     | Chính cô                                                      | Đề cử        | [ 118 ]         |
| Giải Nickelodeon Kids' Choice Argentina | 2014 | Nghệ sĩ hoặc nhóm nhạc quốc tế được yêu thích nhất                                      | Chính cô                                                      | Đoạt giải    | [ 119 ]         |
| Giải Nickelodeon Kids' Choice Argentina | 2015 | Nghệ sĩ hoặc nhóm nhạc quốc tế được yêu thích nhất                                      | Chính cô                                                      | Đoạt giải    | [ 120 ]         |
| Giải Nickelodeon Kids' Choice Argentina | 2016 | Nghệ sĩ hoặc nhóm nhạc quốc tế được yêu thích nhất                                      | Chính cô                                                      | Đề cử        | [ 121 ]         |
| Giải Nickelodeon Kids' Choice Argentina | 2018 | Nghệ sĩ hoặc nhóm nhạc quốc tế được yêu thích nhất                                      | Chính cô                                                      | Đề cử        | [ 122 ]         |
| Giải Nickelodeon Kids' Choice Úc        | 2013 | Ngôi sao Nick được Aussie yêu thích nhất                                                | Victorious                                                    | Đề cử        | [ 123 ]         |
| Giải Nickelodeon Kids' Choice Úc        | 2014 | Hottie được Aussie yêu thích nhất                                                       | Chính cô                                                      | Đề cử        | [ 124 ]         |
| Giải Nickelodeon Kids' Choice Úc        | 2015 | Cộng đồng fan được Aussie/Kiwi yêu thích nhất                                           | Chính cô                                                      | Đề cử        | [ 125 ]         |
| Giải Nickelodeon Kids' Choice Colombia  | 2014 | Nghệ sĩ hoặc nhóm nhạc quốc tế được yêu thích nhất                                      | Chính cô                                                      | Đề cử        | [ 126 ]         |
| Giải Nickelodeon Kids' Choice Colombia  | 2015 | Nghệ sĩ hoặc nhóm nhạc quốc tế được yêu thích nhất                                      | Chính cô                                                      | Đề cử        | [ 127 ]         |
| Giải Nickelodeon Kids' Choice Colombia  | 2016 | Nghệ sĩ hoặc nhóm nhạc quốc tế được yêu thích nhất                                      | Chính cô                                                      | Đoạt giải    | [ 128 ]         |
| Giải Nickelodeon Kids' Choice Colombia  | 2017 | Nghệ sĩ hoặc nhóm nhạc quốc tế được yêu thích nhất                                      | Chính cô                                                      | Đề cử        | [ 129 ]         |
| Giải Nickelodeon Kids' Choice Colombia  | 2017 | Cộng đồng fan xuất sắc nhất                                                             | Chính cô                                                      | Đề cử        | [ 129 ]         |
| Giải Nickelodeon Kids' Choice Mexico    | 2014 | Nghệ sĩ hoặc nhóm nhạc quốc tế được yêu thích nhất                                      | Chính cô                                                      | Đoạt giải    | [ 130 ]         |
| Giải Nickelodeon Kids' Choice Mexico    | 2015 | Nghệ sĩ hoặc nhóm nhạc quốc tế được yêu thích nhất                                      | Chính cô                                                      | Đề cử        | [ 131 ]         |
| Giải Nickelodeon Kids' Choice Mexico    | 2016 | Nghệ sĩ hoặc nhóm nhạc quốc tế được yêu thích nhất                                      | Chính cô                                                      | Đề cử        | [ 132 ]         |
| Giải Nickelodeon Kids' Choice Mexico    | 2018 | Nghệ sĩ hoặc nhóm nhạc quốc tế được yêu thích nhất                                      | Chính cô                                                      | Đề cử        | [ 133 ]         |
| Giải Nickelodeon Kids' Choice Mexico    | 2018 | Bản hit được yêu thích nhất                                                             | "No Tears Left to Cry"                                        | Đề cử        | [ 133 ]         |
| Giải Nickelodeon Kids' Choice Mexico    | 2019 | Nghệ sĩ quốc tế được yêu thích nhất or Group                                            | Chính cô                                                      | Đề cử        | [ 134 ]         |
| Giải Nickelodeon Kids' Choice Anh       | 2013 | UK Favourite Fan Family                                                                 | Chính cô                                                      | Đề cử        | [ 135 ]         |
| Giải NME                                | 2018 | Anh hùng của năm                                                                        | Chính cô                                                      | Đoạt giải    | [ 136 ]         |
| Giải NME                                | 2018 | Khoảnh khắc âm nhạc của năm                                                             | One Love Manchester                                           | Đoạt giải    | [ 136 ]         |
| Giải thưởng Âm nhạc NRJ                 | 2014 | Đột phá quốc tế của năm                                                                 | Chính cô                                                      | Đoạt giải    | [ 137 ]         |
| Giải thưởng Âm nhạc NRJ                 | 2014 | Bài hát quốc tế của năm                                                                 | "Problem" (hợp tác với Iggy Azalea)                           | Đề cử        | [ 137 ]         |
| Giải thưởng Âm nhạc NRJ                 | 2015 | Nghệ sĩ nữ quốc tế xuất sắc nhất                                                        | Chính cô                                                      | Đề cử        | [ 138 ]         |
| Giải thưởng Âm nhạc NRJ                 | 2018 | Nghệ sĩ nữ quốc tế xuất sắc nhất                                                        | Chính cô                                                      | Đoạt giải    | [ 139 ]         |
| Giải thưởng Âm nhạc NRJ                 | 2018 | Bài hát quốc tế của năm                                                                 | "No Tears Left to Cry"                                        | Đề cử        | [ 139 ]         |
| Giải thưởng Âm nhạc NRJ                 | 2018 | Video của năm                                                                           | "No Tears Left to Cry"                                        | Đề cử        | [ 139 ]         |
| Giải thưởng Âm nhạc NRJ                 | 2019 | Nghệ sĩ nữ quốc tế xuất sắc nhất                                                        | "Herself"                                                     | Đoạt giải    | [ 140 ]         |
| People's Choice Awards                  | 2014 | Nghệ sĩ đột phá được yêu thích nhất                                                     | Chính cô                                                      | Đoạt giải    | [ 141 ]         |
| People's Choice Awards                  | 2015 | Album được yêu thích nhất                                                               | My Everything                                                 | Đề cử        | [ 142 ]         |
| People's Choice Awards                  | 2015 | Bài hát được yêu thích nhất                                                             | "Bang Bang" (với Jessie J và Nicki Minaj)                     | Đề cử        | [ 142 ]         |
| People's Choice Awards                  | 2017 | Nghệ sĩ nữ được yêu thích nhất                                                          | Chính cô                                                      | Đề cử        | [ 143 ]         |
| People's Choice Awards                  | 2017 | Nghệ sĩ pop được yêu thích nhất                                                         | Chính cô                                                      | Đề cử        | [ 143 ]         |
| People's Choice Awards                  | 2017 | Album được yêu thích nhất                                                               | Dangerous Woman                                               | Đề cử        | [ 143 ]         |
| People's Choice Awards                  | 2018 | Nữ nghệ sĩ của năm                                                                      | Chính cô                                                      | Đề cử        | [ 144 ]         |
| People's Choice Awards                  | 2018 | Album của năm                                                                           | Sweetener                                                     | Đề cử        | [ 144 ]         |
| People's Choice Awards                  | 2018 | Bài hát của năm                                                                         | "No Tears Left to Cry"                                        | Đề cử        | [ 144 ]         |
| People's Choice Awards                  | 2018 | Video âm nhạc của năm                                                                   | "No Tears Left to Cry"                                        | Đề cử        | [ 144 ]         |
| People's Choice Awards                  | 2019 | Video âm nhạc của năm                                                                   | "7 Rings"                                                     | Đề cử        | [ 145 ]         |
| People's Choice Awards                  | 2019 | Bài hát của năm                                                                         | "7 Rings"                                                     | Đề cử        | [ 145 ]         |
| People's Choice Awards                  | 2019 | Nữ nghệ sĩ của năm                                                                      | Chính cô                                                      | Đề cử        | [ 145 ]         |
| People's Choice Awards                  | 2019 | Album của năm                                                                           | Thank U, Next                                                 | Đề cử        | [ 145 ]         |
| People's Choice Awards                  | 2019 | Chuyến lưu diễn của năm                                                                 | Sweetener World Tour                                          | Đề cử        | [ 145 ]         |
| People's Choice Awards                  | 2019 | Người của công chúng của năm                                                            | Chính cô                                                      | Đề cử        | [ 145 ]         |
| PLAY - Giải thưởng Âm nhạc Bồ Đào Nha   | 2019 | Nghệ sĩ quốc tế xuất sắc nhất                                                           | Chính cô                                                      | Đề cử        | [ 146 ]         |
| Giải thưởng Q                           | 2019 | Màn biểu diễn trực tiếp xuất sắc nhất                                                   | Chính cô                                                      | Đề cử        | [ 147 ]         |
| Giải thưởng Âm nhạc Radio Disney        | 2014 | Chart Topper Award                                                                      | Chính cô                                                      | Đoạt giải    | [ 148 ]         |
| Giải thưởng Âm nhạc Radio Disney        | 2014 | Nghệ sĩ đột phá                                                                         | Chính cô                                                      | Đề cử        | [ 149 ]         |
| Giải thưởng Âm nhạc Radio Disney        | 2014 | Nghệ sĩ được nhắc tới nhiều nhất                                                        | Chính cô                                                      | Đề cử        | [ 149 ]         |
| Giải thưởng Âm nhạc Radio Disney        | 2015 | Nghệ sĩ nữ xuất sắc nhất                                                                | Chính cô                                                      | Đoạt giải    | [ 150 ]         |
| Giải thưởng Âm nhạc Radio Disney        | 2015 | Bài hát của năm                                                                         | "Problem" (hợp tác với Iggy Azalea)                           | Đoạt giải    | [ 150 ]         |
| Giải thưởng Âm nhạc Radio Disney        | 2015 | Nghệ sĩ phong cách nhất                                                                 | Chính cô                                                      | Đề cử        | [ 150 ]         |
| Giải thưởng Âm nhạc Radio Disney        | 2015 | Nghệ sĩ được nhắc tới nhiều nhất                                                        | Chính cô                                                      | Đoạt giải    | [ 150 ]         |
| Giải thưởng Âm nhạc Radio Disney        | 2016 | Bài hát xuất sắc nhất để nhảy theo                                                      | "Focus"                                                       | Đoạt giải    | [ 151 ]         |
| Giải thưởng Âm nhạc Radio Disney        | 2017 | Nghệ sĩ nữ xuất sắc nhất                                                                | Chính cô                                                      | Đoạt giải    | [ 152 ]         |
| Giải thưởng Âm nhạc Radio Disney        | 2017 | Màn hợp tác xuất sắc nhất                                                               | "Beauty and the Beast" (với John Legend)                      | Đề cử        | [ 152 ]         |
| Rockbjörnen                             | 2019 | Bài hát nước ngoài của năm                                                              | "7 Rings"                                                     | Đề cử        | [ 153 ]         |
| Giải thưởng Âm nhạc Space Shower        | 2017 | Nghệ sĩ quốc tế xuất sắc nhất                                                           | Chính cô                                                      | Đề cử        | [ 154 ]         |
| Giải thưởng Âm nhạc Space Shower        | 2019 | Nghệ sĩ quốc tế xuất sắc nhất                                                           | Chính cô                                                      | Đoạt giải    | [ 155 ]         |
| Giải thưởng Spotify                     | 2020 | Nghệ sĩ nữ được stream nhiều nhất                                                       | Chính cô                                                      | Đề cử        | [ 156 ]         |
| Giải thưởng Spotify                     | 2020 | Nghệ sĩ nữ được stream nhiều nhất – Cho người dùng từ 13 đến 17 tuổi                    | Chính cô                                                      | Đề cử        | [ 156 ]         |
| Giải thưởng Spotify                     | 2020 | Nghệ sĩ nữ được stream nhiều nhất – Cho người dùng từ 18 đến 29 tuổi                    | Chính cô                                                      | Đề cử        | [ 156 ]         |
| Streamy Awards                          | 2017 | Bản cover                                                                               | "Somewhere Over the Rainbow"                                  | Đoạt giải    | [ 157 ]         |
| Teen Choice Awards                      | 2013 | Lựa chọn Nghệ sĩ đột phá                                                                | Chính cô                                                      | Đề cử        | [ 158 ]         |
| Teen Choice Awards                      | 2013 | Lựa chọn âm nhạc: Nghệ sĩ nữ mùa hè                                                     | Chính cô                                                      | Đề cử        | [ 158 ]         |
| Teen Choice Awards                      | 2013 | Lựa chọn Style Icon                                                                     | Chính cô                                                      | Đề cử        | [ 158 ]         |
| Teen Choice Awards                      | 2013 | Lựa chọn tình ca                                                                        | "The Way" (hợp tác với Mac Miller)                            | Đề cử        |                 |
| Teen Choice Awards                      | 2014 | Lựa chọn nghệ sĩ nữ                                                                     | Chính cô                                                      | Đoạt giải    | [ 159 ]         |
| Teen Choice Awards                      | 2014 | Lựa chọn âm nhạc: Nghệ sĩ nữ mùa hè                                                     | Chính cô                                                      | Đề cử        | [ 159 ]         |
| Teen Choice Awards                      | 2014 | Lựa chọn Hottie: Nữ                                                                     | Chính cô                                                      | Đề cử        | [ 159 ]         |
| Teen Choice Awards                      | 2014 | Lựa chọn Fanatic Fans                                                                   | Chính cô                                                      | Đề cử        | [ 159 ]         |
| Teen Choice Awards                      | 2014 | Lựa chọn Music Single: Nghệ sĩ nữ                                                       | "Problem" (hợp tác với Iggy Azalea)                           | Đoạt giải    | [ 159 ]         |
| Teen Choice Awards                      | 2014 | Lựa chọn hài hát chia tay                                                               | "Break Free" (hợp tác với Zedd)                               | Đề cử        |                 |
| Teen Choice Awards                      | 2014 | Lựa chọn Web: Collaboration                                                             | Chính cô và Alfie Deyes                                       | Đề cử        |                 |
| Teen Choice Awards                      | 2015 | Lựa chọn âm nhạc: Nghệ sĩ nữ mùa hè                                                     | Chính cô                                                      | Đề cử        | [ 160 ]         |
| Teen Choice Awards                      | 2015 | Lựa chọn bài hát: Nghệ sĩ nữ                                                            | "One Last Time"                                               | Đoạt giải    | [ 160 ]         |
| Teen Choice Awards                      | 2015 | Lựa chọn bài hát: Nghệ sĩ nữ                                                            | "Bang Bang" (với Jessie J và Nicki Minaj)                     | Đề cử        | [ 160 ]         |
| Teen Choice Awards                      | 2015 | Lựa chọn nghệ sĩ âm nhạc mùa hè: Nữ                                                     | Chính cô                                                      | Đề cử        | [ 160 ]         |
| Teen Choice Awards                      | 2015 | Lựa chọn chuyến lưu diễn hè                                                             | The Honeymoon Tour                                            | Đề cử        | [ 160 ]         |
| Teen Choice Awards                      | 2015 | Lựa chọn Instagrammer                                                                   | Chính cô                                                      | Đoạt giải    | [ 160 ]         |
| Teen Choice Awards                      | 2016 | Lựa chọn âm nhạc: Nghệ sĩ nữ                                                            | Chính cô                                                      | Đề cử        | [ 161 ]         |
| Teen Choice Awards                      | 2016 | Lựa chọn ngôi sao âm nhạc mùa hè: Nữ                                                    | Chính cô                                                      | Đề cử        | [ 161 ]         |
| Teen Choice Awards                      | 2016 | Lựa chọn bài hát: Nghệ sĩ nữ                                                            | "Dangerous Woman"                                             | Đoạt giải    | [ 161 ]         |
| Teen Choice Awards                      | 2016 | Lựa chọn tình ca                                                                        | "Into You"                                                    | Đề cử        | [ 161 ]         |
| Teen Choice Awards                      | 2016 | Lựa chọn Selfie Taker                                                                   | Chính cô                                                      | Đoạt giải    | [ 161 ]         |
| Teen Choice Awards                      | 2017 | Lựa chọn nghệ sĩ nữ                                                                     | Chính cô                                                      | Đoạt giải    | [ 162 ]         |
| Teen Choice Awards                      | 2017 | Lựa chọn chuyến lưu diễn hè                                                             | Dangerous Woman Tour                                          | Đoạt giải    | [ 162 ]         |
| Teen Choice Awards                      | 2017 | Lựa chọn Snapchatter                                                                    | Chính cô                                                      | Đoạt giải    | [ 162 ]         |
| Teen Choice Awards                      | 2017 | Lựa chọn người kiến tạo thay đổi                                                        | Chính cô                                                      | Đoạt giải    | [ 162 ]         |
| Teen Choice Awards                      | 2017 | Lựa chọn cộng đồng fan                                                                  | Chính cô                                                      | Đề cử        | [ 162 ]         |
| Teen Choice Awards                      | 2018 | Lựa chọn nghệ sĩ nữ                                                                     | Chính cô                                                      | Đề cử        | [ 163 ]         |
| Teen Choice Awards                      | 2018 | Lựa chọn mùa hè: Nghệ sĩ nữ                                                             | Chính cô                                                      | Đề cử        | [ 163 ]         |
| Teen Choice Awards                      | 2018 | Lựa chọn Snapchatter                                                                    | Chính cô                                                      | Đoạt giải    | [ 163 ]         |
| Teen Choice Awards                      | 2018 | Lựa chọn bài hát: Nghệ sĩ nữ                                                            | "No Tears Left to Cry"                                        | Đề cử        | [ 163 ]         |
| Teen Choice Awards                      | 2018 | Lựa chọn bài hát pop                                                                    | "No Tears Left to Cry"                                        | Đề cử        | [ 163 ]         |
| Teen Choice Awards                      | 2019 | Lựa chọn bài hát pop                                                                    | "Thank U, Next"                                               | Đoạt giải    | [ 164 ]         |
| Teen Choice Awards                      | 2019 | Lựa chọn bài hát: Nghệ sĩ nữ                                                            | "7 Rings"                                                     | Đề cử        | [ 164 ]         |
| Teen Choice Awards                      | 2019 | Lựa chọn nghệ sĩ nữ                                                                     | Chính cô                                                      | Đề cử        | [ 164 ]         |
| Teen Choice Awards                      | 2019 | Lựa chọn chuyến lưu diễn hè                                                             | "Sweetener World Tour"                                        | Đề cử        | [ 164 ]         |
| Teen Choice Awards                      | 2019 | Lựa chọn cộng đồng fan                                                                  | Chính cô                                                      | Đề cử        | [ 164 ]         |
| Giải Telehit                            | 2015 | Video nổi tiếng nhất trên Telehit                                                       | "Break Free" (hợp tác với Zedd)                               | Đề cử        | [ 165 ]         |
| Giải Telehit                            | 2015 | Nghệ sĩ nữ đơn ca của năm                                                               | Chính cô                                                      | Đề cử        | [ 165 ]         |
| Giải Telehit                            | 2016 | Nghệ sĩ nữ đơn ca của năm                                                               | Chính cô                                                      | Đề cử        | [ 166 ]         |
| Giải Telehit                            | 2016 | Video English Network Order                                                             | "Focus"                                                       | Đề cử        | [ 166 ]         |
| Giải Telehit                            | 2017 | Nghệ sĩ nữ đơn ca của năm                                                               | Chính cô                                                      | Đề cử        | [ 167 ]         |
| Giải Telehit                            | 2019 | Nghệ sĩ nữ đơn ca xuất sắc nhất                                                         | Chính cô                                                      | Đề cử        | [ 168 ]         |
| Giải Telehit                            | 2019 | Best Anglo Video                                                                        | "7 Rings"                                                     | Đề cử        | [ 168 ]         |
| Giải Young Hollywood                    | 2014 | Nghệ sĩ âm nhạc nóng bỏng nhất                                                          | Chính cô                                                      | Đề cử        | [ 169 ]         |
| Giải Young Hollywood                    | 2014 | Bài hát mùa hè/DJ replay                                                                | "Problem" (hợp tác với Iggy Azalea)                           | Đề cử        | [ 169 ]         |
| Giải Young Hollywood                    | 2014 | Best Social Media Superstar                                                             | Chính cô                                                      | Đề cử        | [ 169 ]         |
| Giải thưởng Âm nhạc YouTube             | 2015 | 50 nghệ sĩ có nhiều lượt xem nhất                                                       | Chính cô                                                      | Đoạt giải    | [ 170 ]         |

- Tổng cộng:

Chiến thắng: 103 (1 Gold, 2 Silver, 2 Bronze)
Đề cử: 339